# Cybaeus grizzlyi
Cybaeus grizzlyi är en spindelart som beskrevs av Schenkel 1950. Cybaeus grizzlyi ingår i släktet Cybaeus och familjen vattenspindlar. Inga underarter finns listade i Catalogue of Life.